# Albert Reimann (Chemiker)
Albert Reimann (* 21. August 1868 in Durlach; † 27. Juli 1954 in Ludwigshafen am Rhein) war ein deutscher Chemiker, Unternehmer und Nationalsozialist.

## Leben
Albert Reimann ist der Sohn von Emil Reimann und Enkel von Karl Ludwig Reimann. Er studierte 1886 bis 1887 zwei Semester an der Ruprecht-Karls-Universität Heidelberg und promovierte 1892 in München im Fach Chemie. In Heidelberg wurde er Mitglied der Verbindung Rupertia. Nach Ableistung seiner Militärdienstpflicht und insgesamt 15 Monate dauernden Auslandsaufenthalten in Paris und London wurde er Im Jahr 1896 Nachfolger seines Vaters im Ludwigshafener Werk der Joh. A. Benckiser GmbH. Als chemisch-technischer Leiter und dann als kaufmännischer Leiter modernisierte er die Produktionsverfahren von Weinstein und führte das gegenüber die Konkurrenten Boehringer Ingelheim und die chemischen Werke Goldenberg ins Hintertreffen gekommene Unternehmen in schwarze Zahlen zurück. Nach dem Tod von Alfons Benckiser im Jahr 1906 erfolgte eine Neuordnung der Teilhaberschaft, neben Emiil Reimann, Onkel Arthur Reimann und Theodor Benckiser trat nun auch Arthur Reimann in den Kreis der Mitinhaber ein.
Zusammen mit seinem gleichnamigen Sohn Albert Reimann junior, der nach seiner Promotion 1926 in Heidelberg ab 1929 folgte, und Theodor Benckiser – einem Enkel von Johann Adam Benckiser, welcher bereits 1889 in die Firmenleitung eingestiegen war – waren die drei die treibenden Kräfte in der Ludwigshafener Firma. 1936 zog Benckiser sich gänzlich aus der Firma zurück und trat seine Geschäftsanteile an Reimann ab, womit nach 113 Jahren die Ära der „Chemie-Benckiser“ in Pforzheim und Ludwigshafen endete. Im November 1943 trat er vom Amt des Betriebsführers zurück und übergab an seinen Sohn, dem er 1954 das gesamte Unternehmen vererbte. Heute ist die Unternehmerfamilie Reimann eine der wohlhabendsten Familien Deutschlands.

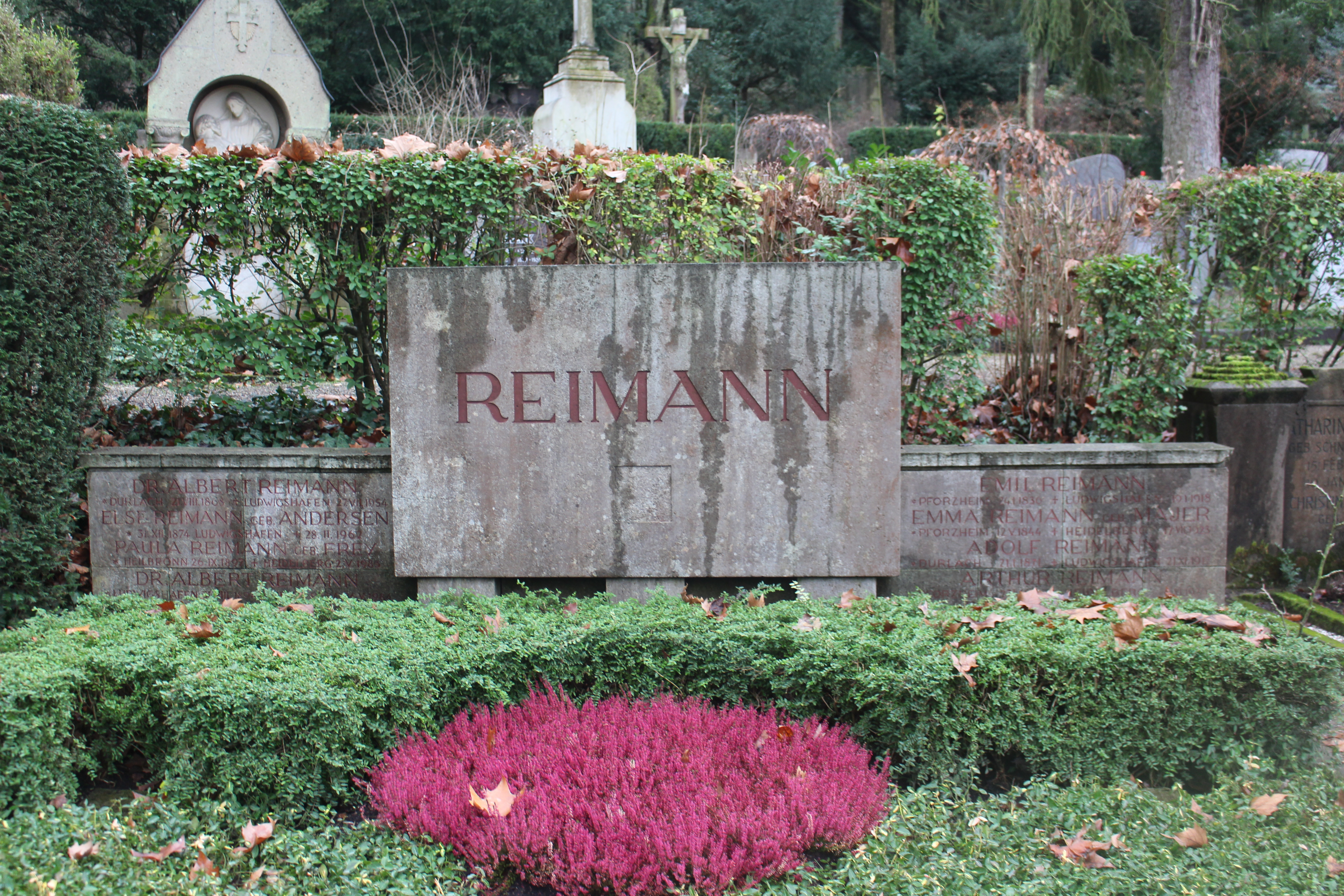
Grabstätte von Albert Reimann und Familie, Bergfriedhof Heidelberg

Reimann hatte eine Schwester (Anna Bertha Emma Lang, geb. Reimann) und einen Bruder und war seit 1897 mit Emma Wilhelmine Elisabetha, kurz Else Andersen (1874–1962) verheiratet mit der er zwei Kinder hatte, Tochter Elisabeth Emma (kurz: Else) verheiratete Dubbers und Sohn Emil Albert (kurz: Albert junior).
Albert Reimann fand seine letzte Ruhestätte auf dem Bergfriedhof Heidelberg.

## Nationalsozialistisches Engagement
Bereits 1918 – noch vor dem Ende des Ersten Weltkriegs – war Reimann im Vorstand der Ortsgruppe Mannheim-Ludwigshafen des völkischen Alldeutschen Verbands und engagierte sich davor schon 1917 bei der rechtsradikalen Deutschen Vaterlandspartei (DVLP), die sich für eine siegreiche Beendigung des Krieges einsetzte- Die Weimarer Republik verachtete er, trat aber aus Kalkül dennoch zu Jahresbeginn 1919 der nationalliberalen Deutschen Volkspartei (DVP) bei und wurde Vorsitzender der Ortsgruppe Ludwigshafen. Das Trauma des Niedergangs Deutschlands mit dem verpassten Endsieg lastete noch immer auf ihm. Später kam er mit der NS-Bewegung in Kontakt und hörte im Mai 1928 eine Rede Adolf Hitlers im Rosengarten in Mannheim. Seine Hoffnungen auf die Verwirklichung der Versprechungen der Nationalsozialisten waren groß. Zum 1. März 1932 trat er der NSDAP bei (Mitgliedsnummer 1.030.419). In der Zeit des Dritten Reichs waren Albert Reimann und sein Sohn offene Unterstützer Hitlers und antisemitisch in ihrer Grundhaltung. Ihr Unternehmen galt schon vor der Machtergreifung im Jahr 1933 als NS-Musterbetrieb. In den Werken und in der Privatvilla der Reimanns in Ludwigshafen kam es zu Gewalt und Missbrauch an Zwangsarbeitern.
Er wurde 1933 zum Sonderbeauftragten des bayrischen Wirtschaftsministeriums für die Gleichschaltung der IHK ernannt. Reimann war von 1933 bis 1937 einer der Vizepräsidenten und von 1937 bis zu seinem freiwilligen Rücktritt 1941 Präsident der Industrie- und Handelskammer für die Pfalz. Ab 1938 bis zur Auflösung 1943 war er Mitglied des Beirates der Wirtschaftskammer Ludwigshafen und Vertrauensmann für wehrwirtschaftliche Fragen im Reichswirtschaftsministerium. Ende August 1938 wurde Reimann zum Reichskommissar der IHK für die Pfalz bestellt. In dieser Zeit, aber auch schon geraume Zeit davor,  gab es mehrere Konflikte und Auseinandersetzungen des Unternehmers mit selbstherrlichen Parteifunktionären, so mit dem für die Westmark zuständigen Gauleiter Josef Bürckel und seinem Wirtschaftsberater Wilhelm Bösing.
Reimann verdrängte die Realitäten und stellte sich, auch dank sogenannter Persilscheine, nach dem Zweiten Weltkrieg als Opfer der Nazis dar und wurden nach dem Krieg in seiner Entnazifizierung im Mai 1948 nur als Mitläufer eingestuft. Die Summe von 1000 RM musste er an einen Wiedergutmachungsfonds leisten. Auf der Liste seiner Entlastungszeugen für das im November 1946 ergangene Urteil der Untersuchungsausschusses ("überzeugter gläubiger Anhänger des NS") standen neun Namen. Reimanns Frau Else wurde im Januar 1948 von der Spruchkammer Heidelberg in die Gruppe III ("in Schlierbach als große Parteigenossin und finanzielle Stütze der Partei bekannt") als minderbelastet eingestuft und musste 500 RM an einen Wiedergutmachungsfonds leisten. Das Urteil wurde im Januar 1949 in einem Berufungsverfahren jedoch revidiert und sie wurde auch in die Gruppe der Mitläufer eingestuft.